# 50. ročník udílení Filmových cen Britské akademie
50. ročník udílení Filmových cen Britské akademie se konal 29. dubna 1997. Moderátorem večera byl Lenny Henry. Ocenění se předávalo nejlepším filmům a dokumentům britským i mezinárodním, které se promítaly v britských kinech v roce 1996.

## Vítězové a nominovaní
Tučně jsou označeni vítězové.
| Nejlepší film | Nejlepší režisér |
| --- | --- |
| Anglický pacient - Fargo - Tajnosti a lži - Záře                                                                                         | Fargo – Joel Coen a Ethan Coen - Anglický pacient – Anthony Minghella - Tajnosti a lži – Mike Leigh - Záře – Scott Hicks                      |
| Nejlepší herec v hlavní role | Nejlepší herečka v hlavní roli |
| Geoffrey Rush – Záře - Ralph Fiennes – Anglický pacient - Ian McKellen – Richard III. - Timothy Spall – Tajnosti a lži                   | Brenda Blethyn – Tajnosti a lži - Frances McDormandová – Fargo - Kristin Scott Thomas – Anglický pacient - Emily Watson – Prolomit vlny       |
| Nejlepší herec ve vedlejší roli | Nejlepší herečka ve vedlejší roli |
| Paul Scofield – Čarodějky ze Salemu - John Gielgud – Záře - Edward Norton – Prvotní strach - Alan Rickman – Michael Collins              | Juliette Binoche – Anglický pacient - Lauren Bacall – Dvě tváře lásky - Marianne Jean-Baptiste – Tajnosti a lži - Lynn Redgrave – Záře        |
| Nejlepší původní scénář | Nejlepší adaptovaný scénář |
| Tajnosti a lži – Mike Leigh - Odpískáno – Mark Herman - Fargo – Joel Coen a Ethan Coen - Osamělá hvězda – John Sayles - Záře – Jan Sardi | Anglický pacient – Anthony Minghella - Čarodějky ze Salemu – Arthur Miller - Evita – Alan Parker a Oliver Stone - Richard III. – Ian McKellen |
| Nejlepší kamera | Nejlepší britský film |
| Anglický pacient – John Seale - Evita – Darius Khondji - Fargo – Roger Deakins - Michael Collins – Chris Menges                          | Tajnosti a lži - Odpískáno - Carla's Song - Richard III.                                                                                      |
| Nejlepší původní hudba | Nejlepší zvuk |
| Anglický pacient – Gabriel Yared - Odpískáno – Trevor Jones - Evita – Andrew Lloyd Webber - Záře – David Hirschfelder                    | Záře - Anglický pacient - Evita - Den nezávislosti                                                                                            |
| Nejlepší produkční design | Nejlepší speciální efekty |
| Richard III. – Tony Burrough - Anglický pacient – Stuart Craig - Evita – Brian Morris - Hamlet – Tim Harvey                              | Twister - Den nezávislosti - Zamilovaný profesor - Toy Story: Příběh hraček                                                                   |
| Nejlepší kostýmní design | Nejlepší masky |
| Richard III. – Shuna Harwood - Anglický pacient – Ann Roth - Evita – Penny Rose - Hamlet – Alexandra Byrne                               | Zamilovaný profesor – Rick Baker - 101 dalmatinů – Lynda Armstrong - Anglický pacient – Nigel Booth - Evita – Sarah Monzani                   |
| Nejlepší střih | Nejlepší cizojazyčný film |
| Anglický pacient – Walter Murch - Evita – Gerry Hambling - Fargo – Roderick Jaynes - Záře – Pip Karmel                                   | Nevinné krutosti - Antonia - Kolja - Nelly a pan Arnaud                                                                                       |